# Mallory Grolleau
Mallory Grolleau est un réalisateur français.

## Biographie
Mallory Grolleau a travaillé comme technicien de l'image pour la télévision, le cinéma et le théâtre, avant de réaliser plusieurs courts métrages, ainsi que des clips et un documentaire historique sur le siège de Bitche, l'une des dernières villes françaises libérées en mars 1945.
Son premier long métrage, Le Pantin, est sorti en 2016.
En 2023, il tourne son second long-métrage : Memento Vivere (en attente de sortie).

## Filmographie

### Courts métrages
- 2002 : Le Temps de vivre (avec Albane Fioretti, Alexandre Marouani, Jean Odoutan)
- 2002 : L'Envol (avec Pascal Foucher)
- 2003 : Ailleurs (avec Philippe Gouin, Joël Templeur, Patricia Cervello)
- 2010 : La Chair de ma chair / My own flesh and blood (avec Marilou Berry, Philippe Gouin, Daniel Berlioux)
- 2010 : La Flûte de Pan (avec Hugo Bariller, Malvina Boncoeur)
- 2015 : Pardon !! (avec Pascal Rocher, Bayou Sarr, Jean-Pierre Foucault, Stone)
- 2015 : Nebel (avec Alexia Giordano, Bertrand Usclat, Daniel Berlioux)
- 2015 : Notorious Corn (animation)
- 2017 : Dans tes yeux / In your eyes (avec Lélé Matelo, Vanessa Dehée)
- 2022 : Syrinx (avec Hugo Bariller, Malvina Boncoeur)
- 2024 : Croyances (avec Esteban Bidet, Murielle Boura, Marie-Pascale Grenier, Mathias Maréchal, Maxime Peyron)
- 2025 : Tristan (avec Philippe du Janerand, Marie-Pascale Grenier, Étienne Grebot, Maxime Peyron, Pauline Popard)

### Clips
- 2007 : "Le petit garçon" (Ardenn'Mouk)
- 2010 : "Divine goddess of fertility" (Daemonia Nymphe)
- 2014 : "It's too late" (Néva Kéhouane)
- 2017 : "Histoires d'hommes" (Coll. Ressource)
- 2018 : "Dragon", avec Denis Lavant (My Concubine)
- 2021 : "Oceanum Aurae" (AurYne)

### Web série
- 2013 : "Fables" (avec Jean-Claude Dreyfus, Fatsah Bouyahmed, Mata Gabin, Ludovic Berthillot)

### Documentaire
- 2005 : Le Siège de Bitche 1944-1945

### Long métrage
- 2016 : Le Pantin (avec Philippe Gouin, Aurore Laloy, Daniel Berlioux)